# Сан-Николас, Мойзес
Мойзес Сан-Николас Схелленс (кат. Moisés San Nicolás Schellens; 17 сентября 1993, Андорра-ла-Велья, Андорра) — андоррский футболист, защитник клуба «Санта-Колома» и сборной Андорры. Ранее выступал за клубы «Андорра» и «Ордино».
Его старший брат Луиджи, также футболист.

## Биография

### Клубная карьера
Воспитанник молодёжной команды «Андорра» из Андорра-ла-Вельи. С 2011 года по 2014 год являлся игроком клуба «Андорра», которая играла в низших дивизионах Испании. В составе команды провёл 42 матч и забил 1 гол. В 2014 году перешёл в «Ордино», который выступал в чемпионате Андорры.
Летом 2015 года вместе со своим братом Луиджи перешёл в «Лузитанс». В составе команды провёл 2 матча в еврокубках.

### Карьера в сборной
Выступал за юношескую сборную Андорры до 17 лет и провёл 2 матча в турнирах УЕФА. За сборную до 19 лет сыграл 6 игр. С 2011 года по 2014 год провёл 13 поединков за молодёжную сборную Андорры до 21 года.
12 октября 2012 года дебютировал в национальной сборной Андорры в отборочном матче чемпионата мира 2014 против Нидерландов (3:0), Сан-Николас вышел на 52 минуте вместо Адриана Родригеса. В квалификации на чемпионат мира 2014 Мойзес сыграл в 7 матчах.
Всего за сборную Андорры провёл 23 матча.

## Достижения
- Серебряный призёр чемпионата Андорры (1): 2015/16